# 泡螺
密纹泡螺（学名：Hydatina physis），也直接稱作泡螺，为泡螺科泡螺屬的一種海螺。

## 分類
密紋泡螺所屬的泡螺科泡螺屬過往曾經屬於头楯目（Cephalaspidea）和後鰓目（Opisthobranchia）。

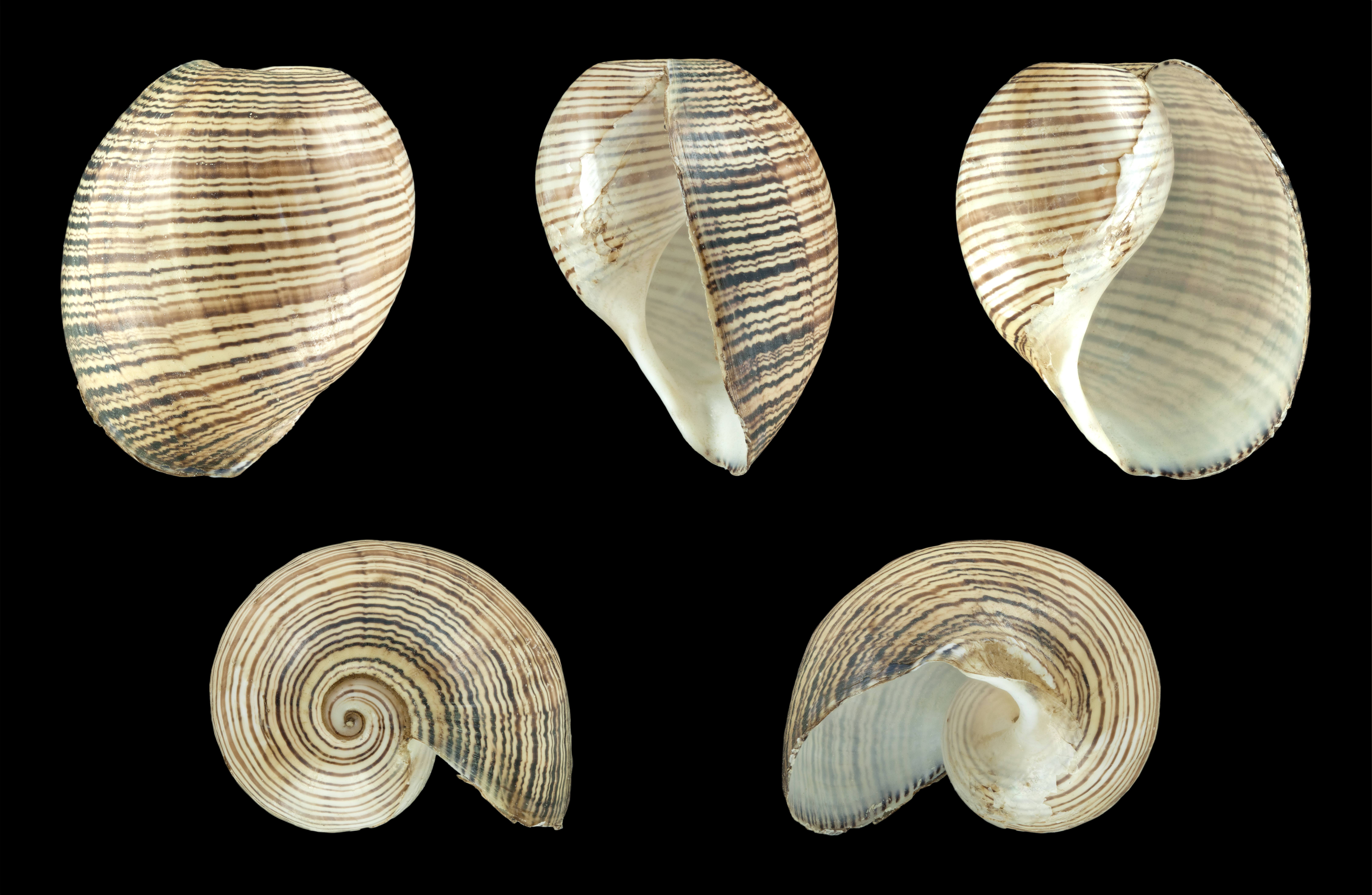

## 分佈
本物種分佈於全世界的熱帶海域：西起西非、南非，印度洋的阿拉伯海、红海、马达加斯加、毛里求斯、塞舌尔群岛及馬爾代夫；日本、菲律宾、新西兰、澳大利亚、台湾岛及中国大陆的海南、南中国海海域、印度尼西亚、韩国、中国大陆、台湾，還有夏威夷、佛罗里达、巴西及歐洲的加那利群岛及和琉息太尼亞地區等地，属于暖水性种。

## 型態描述
牠們主要生活于潮间带低潮线石头下、海藻、珊瑚礁间。
常栖息在浅海，會爬到沙坑裡挖洞。
本物種以多毛綱的絲鰓科物種、貽貝及蛞蝓為食，其顏色從非常深色到帶有淡粉紅色的白色等。螺殼薄，呈球形而且脆弱。螺殼的最後一節螺層會覆蓋了其餘的螺層。
本物種並沒有螺厣，但其腹足的側邊有大型的疣足。作為頭楯目物種，本物種的身體大得無法完全擠進其螺殼內。本物種的感官機制都相當發達。其卵子在被黏液固着到沙地之前，會先在其外套膜搜集。
螺殼的顏色是透亮白，還帶有橫向的棕色線條。殼高不超過57 mm，闊不超過46 mm。

## 外部連結
- 維基物種上的相關：泡螺